# Molandier
Molandier  est une commune française, située dans le nord-ouest du département de l'Aude en région Occitanie.
Sur le plan historique et culturel, la commune fait partie du Lauragais, l'ancien « Pays de Cocagne », lié à la fois à la culture du pastel et à l’abondance des productions, et de « grenier à blé du Languedoc ». Exposée à un climat océanique altéré, elle est drainée par l'Hers-Vif, le ruisseau de mézerville, le ruisseau de Roudigou, le ruisseau du Rival et par divers autres petits cours d'eau. La commune possède un patrimoine naturel remarquable : deux sites Natura 2000 (le « piège et collines du Lauragais » et « Garonne, Ariège, Hers, Salat, Pique et Neste ») et trois zones naturelles d'intérêt écologique, faunistique et floristique.
Molandier est une commune rurale qui compte 251 habitants en 2022, après avoir connu un pic de population de 869 habitants en 1846. Elle fait partie de l'aire d'attraction de Mazères. Ses habitants sont appelés les Molandierais ou  Molandieraises.

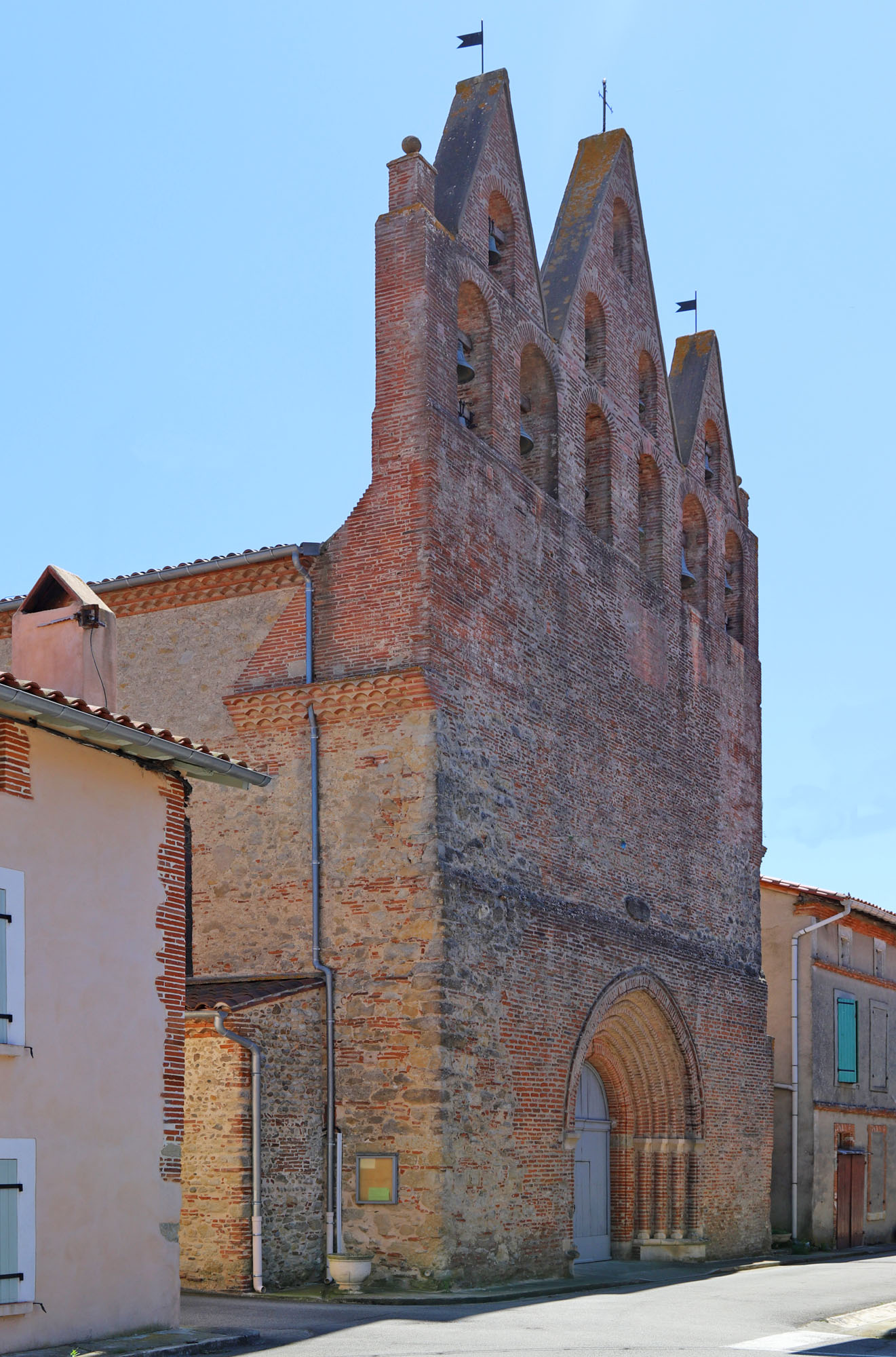
Église de l'Assomption-de-Notre-Dame de Molandier

Le patrimoine architectural de la commune comprend un immeuble protégé au titre des monuments historiques : l'église de l'Assomption-de-Notre-Dame, inscrite en 1948.

## Géographie

### Localisation
Bastide située dans la Piège entre Castelnaudary et Le Vernet. Il s'agit de la commune la plus à l'ouest du département de l'Aude. C'est une commune limitrophe avec les départements de l'Ariège et de la Haute-Garonne.

### Communes limitrophes
Molandier est limitrophe de six autres communes dont une dans le département l'Ariège et une dans le département de la Haute-Garonne.
Les communes limitrophes sont  Belpech, Fajac-la-Relenque, Gibel, La Louvière-Lauragais, Mazères et Mézerville.
| Gibel (Haute-Garonne) | Fajac-la-Relenque | La Louvière-Lauragais |
|                       | Molandier         | Mézerville            |
| Mazères (Ariège)      |                   | Belpech               |

### Géologie et relief
La superficie de la commune est de 1 984 hectares ; son altitude varie de 226  à   351 mètres.

### Hydrographie
La commune est dans le bassin de la Garonne, au sein du bassin hydrographique Adour-Garonne. Elle est drainée par l'Hers-Vif, le ruisseau de mézerville, le ruisseau de Roudigou, le ruisseau du Rival, le ruisseau de Fiole, le ruisseau de Jean Nègre, le ruisseau de la Borde du Bosc, le ruisseau de Mariet, le ruisseau de roucairol et par divers petits cours d'eau, qui constituent un réseau hydrographique de 28 km de longueur totale,.
L'Hers-Vif, d'une longueur totale de 134,9 km, prend sa source dans la commune de Prades et s'écoule du sud vers le nord. Il traverse la commune et se jette dans l'Ariège à Cintegabelle, après avoir traversé 41 communes.

### Climat
Pour des articles plus généraux, voir Climat de l'Occitanie et Climat de l'Aude.
En 2010, le climat de la commune est de type climat du Bassin du Sud-Ouest, selon une étude s'appuyant sur une série de données couvrant la période 1971-2000. En 2020, Météo-France publie une typologie des climats de la France métropolitaine dans laquelle la commune est exposée à un climat océanique altéré et est dans la région climatique Aquitaine, Gascogne, caractérisée par une pluviométrie abondante au printemps, modérée en automne, un faible ensoleillement au printemps, un été chaud (19,5 °C), des vents faibles, des brouillards fréquents en automne et en hiver et des orages fréquents en été (15 à 20 jours).
Pour la période 1971-2000, la température annuelle moyenne est de 13,1 °C, avec une amplitude thermique annuelle de 15,6 °C. Le cumul annuel moyen de précipitations est de 753 mm, avec 10 jours de précipitations en janvier et 5,4 jours en juillet. Pour la période 1991-2020, la température moyenne annuelle observée sur la station météorologique la plus proche, située sur la commune de Montferrand à 16 km à vol d'oiseau, est de 13,7 °C et le cumul annuel moyen de précipitations est de 758,8 mm,. Pour l'avenir, les paramètres climatiques de la commune estimés pour 2050 selon différents scénarios d'émission de gaz à effet de serre sont consultables sur un site dédié publié par Météo-France en novembre 2022.

### Milieux naturels et biodiversité

#### Réseau Natura 2000

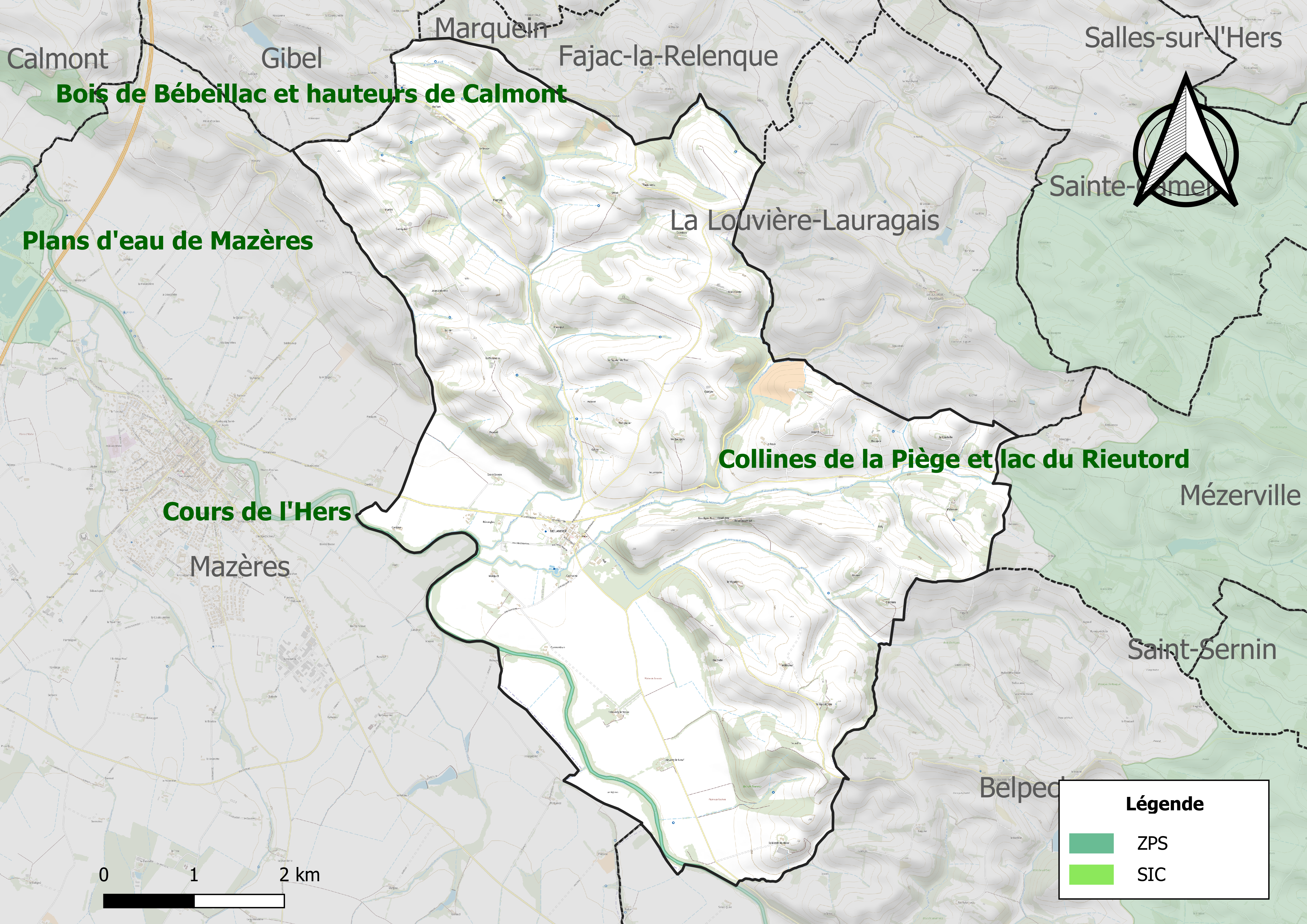
Site Natura 2000 sur le territoire communal.

Le réseau Natura 2000 est un réseau écologique européen de sites naturels d'intérêt écologique élaboré à partir des directives habitats et oiseaux, constitué de zones spéciales de conservation (ZSC) et de zones de protection spéciale (ZPS).
Un site Natura 2000 a été défini sur la commune au titre de la directive habitats :
- « Garonne, Ariège, Hers, Salat, Pique et Neste », d'une superficie de 9 581 ha, un réseau hydrographique pour les poissons migrateurs, avec des zones de frayères actives et potentielles importantes pour le Saumon en particulier qui fait l'objet d'alevinages réguliers et dont des adultes atteignent déjà Foix sur l'Ariège[14]

et un au titre de la directive oiseaux : 
- le « piège et collines du Lauragais », d'une superficie de 31 216 ha, ayant une position de transition entre la Montagne Noire et les premiers contreforts pyrénéens. On y voit donc régulièrement des espèces à grand domaine vital soit en chasse, soit à la recherche soit de sites de nidification : le Vautour fauve, l'Aigle royal, le Faucon pèlerin sont ainsi plus ou moins régulièrement observés sur le territoire concerné[15].

#### Zones naturelles d'intérêt écologique, faunistique et floristique
L’inventaire des zones naturelles d'intérêt écologique, faunistique et floristique (ZNIEFF) a pour objectif de réaliser une couverture des zones les plus intéressantes sur le plan écologique, essentiellement dans la perspective d’améliorer la connaissance du patrimoine naturel national et de fournir aux différents décideurs un outil d’aide à la prise en compte de l’environnement dans l’aménagement du territoire.
Une ZNIEFF de type 1 est recensée sur la commune :
le « cours de l'Hers » (891 ha), couvrant 41 communes dont 32 dans l'Ariège, 7 dans l'Aude et 2 dans la Haute-Garonne et deux ZNIEFF de type 2, : 
- les « collines de la Piège » (27 918 ha), couvrant 40 communes dont 38 dans l'Aude et 2 dans la Haute-Garonne[18] ;
- « l'Hers et ripisylves » (1 417 ha), couvrant 41 communes dont 32 dans l'Ariège, 7 dans l'Aude et 2 dans la Haute-Garonne[19].

Carte des ZNIEFF de type 1 et 2 à Molandier.
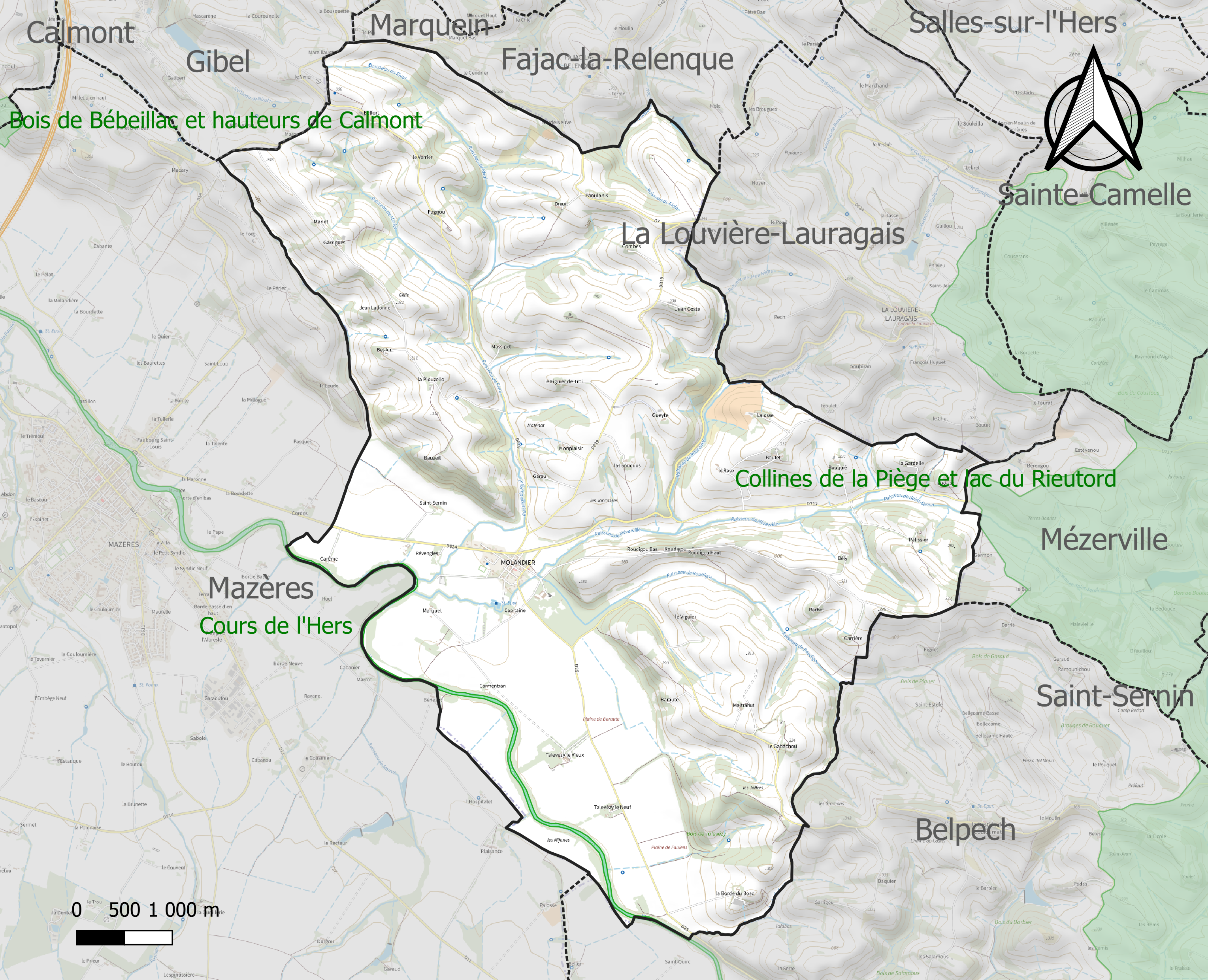
Carte de la ZNIEFF de type 1 sur la commune.
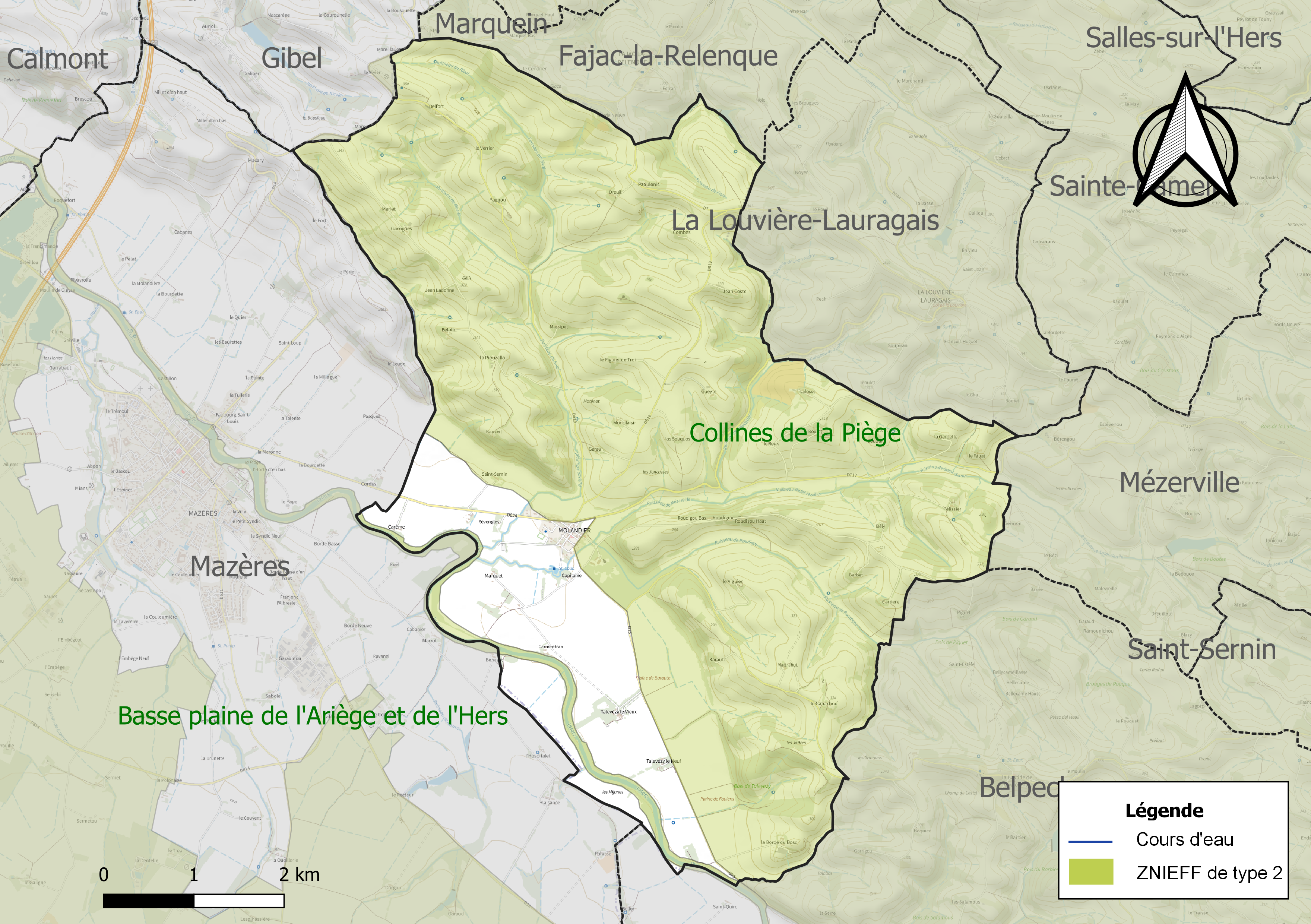
Carte des ZNIEFF de type 2 sur la commune.

## Urbanisme

### Typologie
Au 1er janvier 2024, Molandier est catégorisée commune rurale à habitat dispersé, selon la nouvelle grille communale de densité à 7 niveaux définie par l'Insee en 2022.
Elle est située hors unité urbaine. Par ailleurs la commune fait partie de l'aire d'attraction de Mazères, dont elle est une commune de la couronne,. Cette aire, qui regroupe 2 communes, est catégorisée dans les aires de moins de 50 000 habitants,.

### Occupation des sols

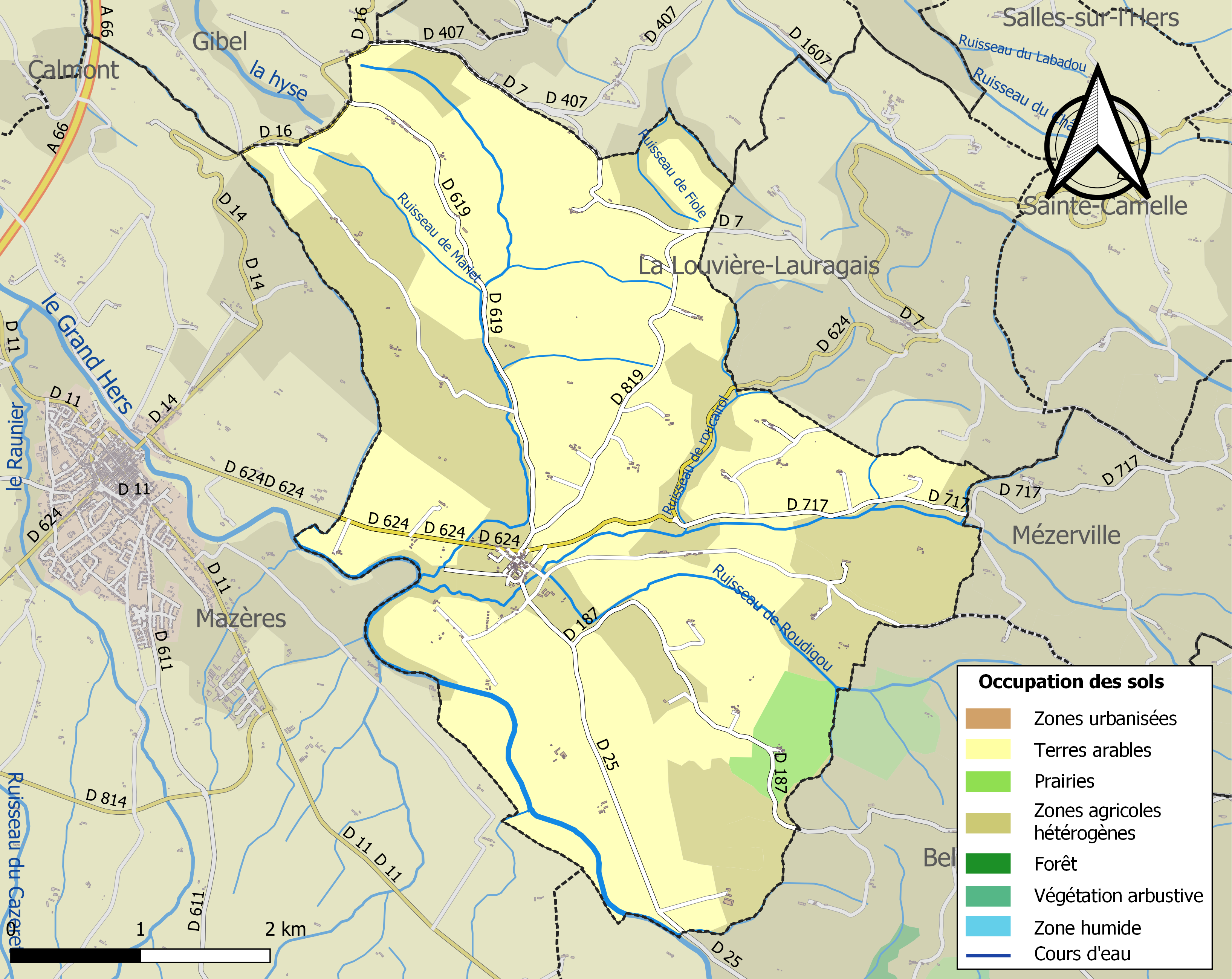
Carte des infrastructures et de l'occupation des sols de la commune en 2018 (CLC).

L'occupation des sols de la commune, telle qu'elle ressort de la base de données européenne d’occupation biophysique des sols Corine Land Cover (CLC), est marquée par l'importance des territoires agricoles (100 % en 2018), une proportion identique à celle de 1990 (100 %). La répartition détaillée en 2018 est la suivante : 
terres arables (64,2 %), zones agricoles hétérogènes (33,4 %), prairies (2,4 %). L'évolution de l’occupation des sols de la commune et de ses infrastructures peut être observée sur les différentes représentations cartographiques du territoire : la carte de Cassini (XVIIIe siècle), la carte d'état-major (1820-1866) et les cartes ou photos aériennes de l'IGN pour la période actuelle (1950 à aujourd'hui).

### Voies de communication et transports
Accès avec la (D 624) ancienne route nationale 624.

### Risques majeurs
Le territoire de la commune de Molandier est vulnérable à différents aléas naturels : météorologiques (tempête, orage, neige, grand froid, canicule ou sécheresse), inondations et séisme (sismicité très faible). Il est également exposé à un risque technologique, la rupture d'un barrage. Un site publié par le BRGM permet d'évaluer simplement et rapidement les risques d'un bien localisé soit par son adresse soit par le numéro de sa parcelle.

#### Risques naturels
Certaines parties du territoire communal sont susceptibles d’être affectées par le risque d’inondation par débordement de cours d'eau, notamment l'Hers-Vif, ou Grand Hers,. La commune a été reconnue en état de catastrophe naturelle au titre des dommages causés par les inondations et coulées de boue survenues en 1982, 1992, 2009 et 2018,.

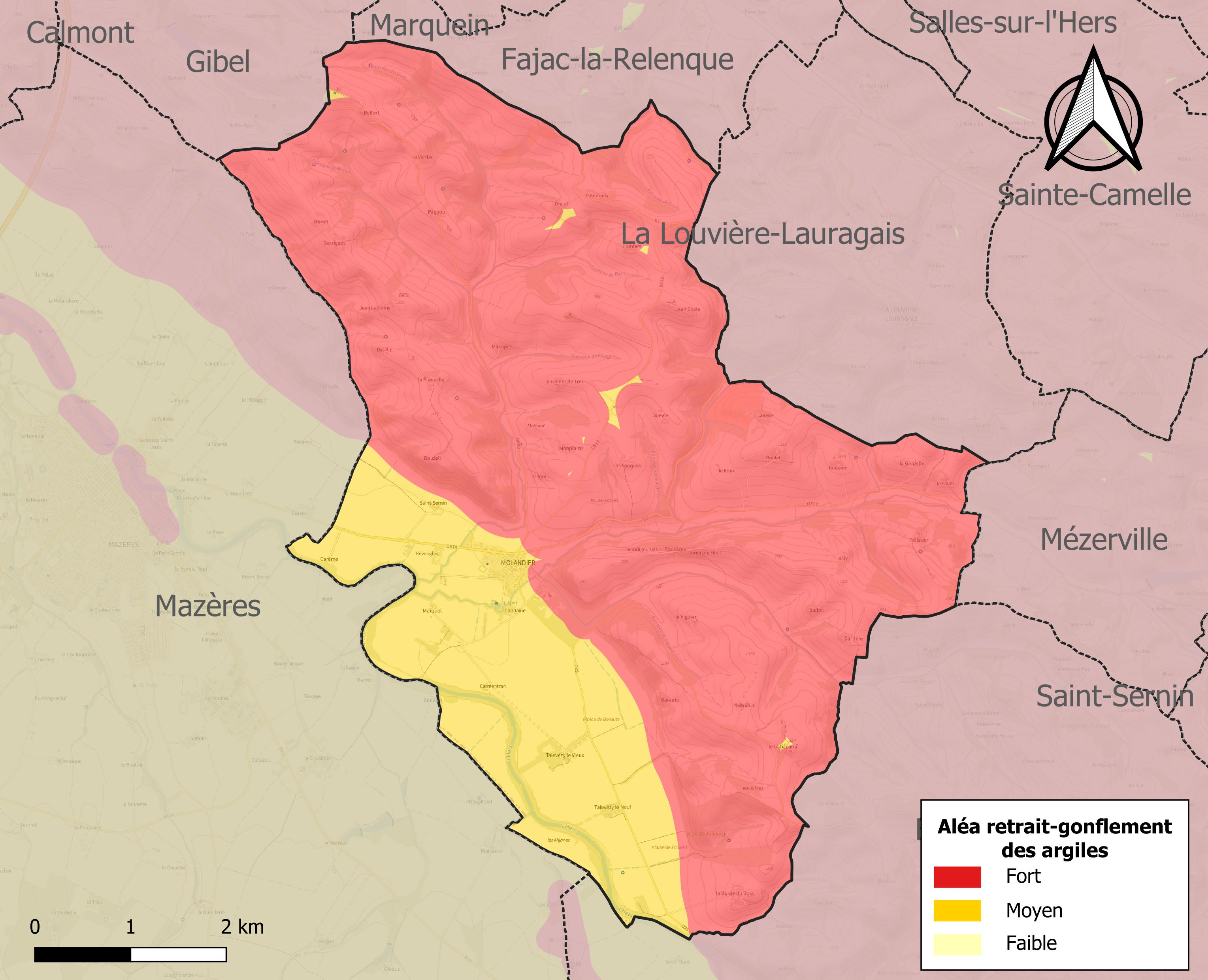
Carte des zones d'aléa retrait-gonflement des sols argileux de Molandier.

Le retrait-gonflement des sols argileux est susceptible d'engendrer des dommages importants aux bâtiments en cas d’alternance de périodes de sécheresse et de pluie. La totalité de la commune est en aléa moyen ou fort (75,2 % au niveau départemental et 48,5 % au niveau national). Sur les 131 bâtiments dénombrés sur la commune en 2019, 131 sont en aléa moyen ou fort, soit 100 %, à comparer aux 94 % au niveau départemental et 54 % au niveau national. Une cartographie de l'exposition du territoire national au retrait gonflement des sols argileux est disponible sur le site du BRGM,.

#### Risques technologiques
La commune est en outre située en aval du barrage de Montbel, un ouvrage de classe A situé dans le département de l'Ariège. À ce titre elle est susceptible d’être touchée par l’onde de submersion consécutive à la rupture de cet ouvrage.

## Histoire
Les coutumes de Molandier
Le premier document attestant la présence de Molandier (Castrum Montislanderii) date du XIIIe siècle, sous le règne de Louis IX dit Saint Louis. Cette bastide fut certainement construite, en même temps que beaucoup d'autres, à cette époque-là. Les puissants seigneurs Hugues et Sicard de Belpech et le comte de Foix Roger IV possédaient en paréage Castrum Montislanderii.
Le premier avril 1246 fut donc signée une charte des Coutumes de Molandier entre ces seigneurs et comte. Cette charte définissait les limites géographiques ainsi que les droits féodaux et le régime des biens, des personnes, la justice civile et criminelle, la police et l'organisation consulaire.
Limites géographiques
Le territoire de Molandier était plus étendu au XIIIe siècle que de nos jours. Les limites étaient matérialisées par des ruisseaux et une rivière, l'Hers-vif. Le ruisseau de Grilosa  (aujourd'hui de Durgou) marquait la limite sud. Ce ruisseau se jette dans l'Hers aux environs de Marrot. La limite ouest était représentée par le ruisseau du Pounchuc (aujourd'hui Roquefort) situé sur la vieille route de Calmont à Mazères. Au nord-est, c'est l'Hers-mort qui bornait le territoire et enfin à l'est le ruisseau de Garrigou (près de La Borde du Bosc) sépare Molandier et Belpech. Le passage entre les villages était appelé Pas de la carbe (chèvre).
Régime des personnes (extraits)
Les divers articles de la charte montrent qu'une certaine liberté de mouvement était laissée à chaque homme, ainsi qu'une liberté de choix de résidence, de "choix" de seigneur dont il devenait l'homme lige. Tout homme pouvait quitter le village à condition de payer six deniers toulousains s'il était asservi au seigneur. Ce dernier lui devait protection jusqu'à trois lieues du village. Lorsqu'une femme, fille, sœur,.. voulait se marier et qu'elle était serve, elle pouvait être affranchie moyennant une somme de 18 deniers toulousains.
Régime des biens et droits féodaux (extraits)
Tout homme voulant s'installer dans le village avait droit à un emplacement pour sa maison ainsi qu'à une sesterée de terre contre six deniers toulousains.
Le comte de Foix avait exempté les habitants du village du droit de leude (taxe sur les marchandises) sauf à Pamiers. Un droit de lause (taxe sur le bétail de labourage) était en vigueur. La corvée était fixée à une journée au moment des semences. La banalité concernait les moulins et les fours du seigneur. Le droit de fournage consistait en un denier toulousain ou un pain par setier de pain cuit au four.
Justice civile (extraits)
Les consuls statuaient sur les plaintes déposées auprès des bailes. Les préjudices devaient être réparés et des amendes de cinq sous toulousains versées au seigneur.
Justice criminelle (extraits)
Les blessures dites légales occasionnées par épée, bâton, pierre ou tout autre objet entraînaient une amende de 60 sous toulousains, un coup de pied ou de poing, 5 sous toulousains. L'adultère, en cas de flagrant délit, était puni de 20 sous toulousains ou bien les coupables devaient courir nus dans les rues du village. Le vol était puni d'amendes en fonction du lieu où il avait été commis ainsi que de la valeur de l'objet volé.
Police (extraits)
La charte précisait que les anciennes règles ne seraient pas modifiées. Les consuls étaient autorisés à nommer des messeguiers pour veiller à la police du lieu et à la garde des récoltes. Les vendeurs de blé prélevaient une obole par setier. Celui qui vendait du vin devait le faire publier. Les bouchers devaient jurer aux consuls que la viande vendue était saine ; ils ne pouvaient prélever qu'un denier toulousain par sou de chair fraîche. Tout habitant qui vendait du pain ne pouvait percevoir qu'un denier de bénéfice par setier. Les contraventions à ces règles entraînaient pour tous des amendes de 12 deniers toulousains.
Organisation consulaire (extraits)
4 consuls, Guilhemus Sancii, Ramondus Mercatale, Sancius Sabaterius et Arnaldus Aranhonus, ont signé cette charte. Ces consuls étaient nommés pour un an par les consuls sortant de charge et recevaient serment des bailes et tout homme attaché au service du château.
Cette charte a été écrite par Raymond, tabellion à Pamiers. Le comte de Foix, les seigneurs de Belpech, les consuls de Molandier ainsi que Ramundus (Raymond) "prior" de Molandier, Guilhemus de Ugenaco (Junac), Ramundus Arnaldi de Castroverduno (Château-Verdun), Petrus de Castlardo (Carla-Bayle), Poncius et Bernardus Ramundi de Mairevila (Mayreville), Geraldus de Ravato (Rabat-les Trois-Seigneurs), Bertrandus Camela (Sainte Camelle) en furent les décideurs pour certains et les témoins pour les autres.

## Politique et administration

### Administration municipale
Le nombre d'habitants au recensement de 2017 étant compris entre 100 et 499, le nombre de membres du conseil municipal pour l'élection de 2020 est de onze,.

### Rattachements administratifs et électoraux
Commune faisant partie de l'arrondissement de Carcassonne de la communauté de communes Piège-Lauragais-Malepère et du canton de la Piège au Razès (avant le redécoupage départemental de 2014, Molandier faisait partie de l'ex-canton de Belpech).

### Liste des maires
| Période                                  | Période  | Identité           | Étiquette | Qualité                                                                                                |
| ---------------------------------------- | -------- | ------------------ | --------- | --- |
| avant 1981                               | ?        | André Suderie      |           | |
| 1989                                     | mai 2020 | Jean-Claude Lautré |           | Agriculteur retraité, Vice président de la Communauté de communes Piège-Lauragais-Malepère (2013→2020) |
| mai 2020                                 | en cours | Olivier Jullin     |           | |
| Les données manquantes sont à compléter. |          |                    |           | |

## Population et société

### Démographie
L'évolution du nombre d'habitants est connue à travers les recensements de la population effectués dans la commune depuis 1793. Pour les communes de moins de 10 000 habitants, une enquête de recensement portant sur toute la population est réalisée tous les cinq ans, les populations de référence des années intermédiaires étant quant à elles estimées par interpolation ou extrapolation. Pour la commune, le premier recensement exhaustif entrant dans le cadre du nouveau dispositif a été réalisé en 2005.

En 2022, la commune comptait 251 habitants, en évolution de +5,91 % par rapport à 2016 (Aude : +2,65 %, France hors Mayotte : +2,11 %).
| 1793 | 1800 | 1806 | 1821 | 1831 | 1836 | 1841 | 1846 | 1851 |
| ---- | ---- | ---- | ---- | ---- | ---- | ---- | ---- | ---- |
| 691  | 671  | 714  | 716  | 629  | 783  | 812  | 869  | 815  |

| 1856 | 1861 | 1866 | 1872 | 1876 | 1881 | 1886 | 1891 | 1896 |
| ---- | ---- | ---- | ---- | ---- | ---- | ---- | ---- | ---- |
| 824  | 816  | 794  | 816  | 799  | 756  | 756  | 778  | 690  |

| 1901 | 1906 | 1911 | 1921 | 1926 | 1931 | 1936 | 1946 | 1954 |
| ---- | ---- | ---- | ---- | ---- | ---- | ---- | ---- | ---- |
| 634  | 657  | 646  | 531  | 531  | 490  | 483  | 494  | 439  |

| 1962 | 1968 | 1975 | 1982 | 1990 | 1999 | 2005 | 2006 | 2010 |
| ---- | ---- | ---- | ---- | ---- | ---- | ---- | ---- | ---- |
| 359  | 345  | 263  | 256  | 218  | 213  | 214  | 213  | 232  |

| 2015 | 2020 | 2022 | - | - | - | - | - | - |
| ---- | ---- | ---- | - | - | - | - | - | - |
| 237  | 245  | 251  | - | - | - | - | - | - |

| selon la population municipale des années : | 1968 | 1975 | 1982 | 1990 | 1999 | 2006 | 2009 | 2013 |
| Rang de la commune dans le département      | 191  | 155  | 190  | 201  | 212  | 217  | 217  | 221  |
| Nombre de communes du département           | 439  | 436  | 435  | 437  | 438  | 438  | 438  | 438  |

## Économie

### Revenus
En 2018  (données Insee publiées en septembre 2021), la commune compte 97 ménages fiscaux, regroupant 230 personnes. La médiane du revenu disponible par unité de consommation est de 22 370 € (19 240 € dans le département).

### Emploi
| Division       | 2008   | 2013   | 2018   |
| -------------- | ------ | ------ | ------ |
| Commune        | 5,5 %  | 7,5 %  | 9 %    |
| Département    | 10,2 % | 12,8 % | 12,6 % |
| France entière | 8,3 %  | 10 %   | 10 %   |

En 2018, la population âgée de 15 à 64 ans s'élève à 142 personnes, parmi lesquelles on compte 75,2 % d'actifs (66,2 % ayant un emploi et 9 % de chômeurs) et 24,8 % d'inactifs,. Depuis 2008, le taux de chômage communal (au sens du recensement) des 15-64 ans est inférieur à celui de la France et du département.
La commune fait partie de la couronne de l'aire d'attraction de Mazères, du fait qu'au moins 15 % des actifs travaillent dans le pôle,. Elle compte 26 emplois en 2018, contre 31 en 2013 et 29 en 2008. Le nombre d'actifs ayant un emploi résidant dans la commune est de 94, soit un indicateur de concentration d'emploi de 28,1 % et un taux d'activité parmi les 15 ans ou plus de 53,7 %.
Sur ces 94 actifs de 15 ans ou plus ayant un emploi, 17 travaillent dans la commune, soit 18 % des habitants. Pour se rendre au travail, 89,6 % des habitants utilisent un véhicule personnel ou de fonction à quatre roues, 2,1 % les transports en commun et 8,3 % n'ont pas besoin de transport (travail au domicile).

### Activités hors agriculture

#### Secteurs d'activités
11 établissements sont implantés  à Molandier au 31 décembre 2019.
Le secteur des activités spécialisées, scientifiques et techniques et des activités de services administratifs et de soutien est prépondérant sur la commune puisqu'il représente 36,4 % du nombre total d'établissements de la commune (4 sur les 11 entreprises implantées  à Molandier), contre 13,3 % au niveau départemental.

### Agriculture
La commune est dans le Razès, une petite région agricole occupant l'ouest du département de l'Aude, également dénommée localement « Volvestre et Razès ». En 2020, l'orientation technico-économique de l'agriculture  sur la commune est la culture de céréales et/ou d'oléoprotéagineuses.
|               | 1988  | 2000 | 2010 | 2020 |
| ------------- | ----- | ---- | ---- | ---- |
| Exploitations | 26    | 16   | 19   | 12   |
| SAU (ha)      | 1 643 | 1512 | 1528 | 1492 |

Le nombre d'exploitations agricoles en activité et ayant leur siège dans la commune est passé de 26 lors du recensement agricole de 1988  à 16 en 2000 puis à 19 en 2010 et enfin à 12 en 2020, soit une baisse de 54 % en 32 ans. Le même mouvement est observé à l'échelle du département qui a perdu pendant cette période 60 % de ses exploitations,. La surface agricole utilisée sur la commune a également diminué, passant de 1 643 ha en 1988 à 1 492 ha en 2020. Parallèlement la surface agricole utilisée moyenne par exploitation a augmenté, passant de 63 à 124 ha.

### Enseignement
Molandier fait partie de l'académie de Montpellier.

### Écologie et recyclage

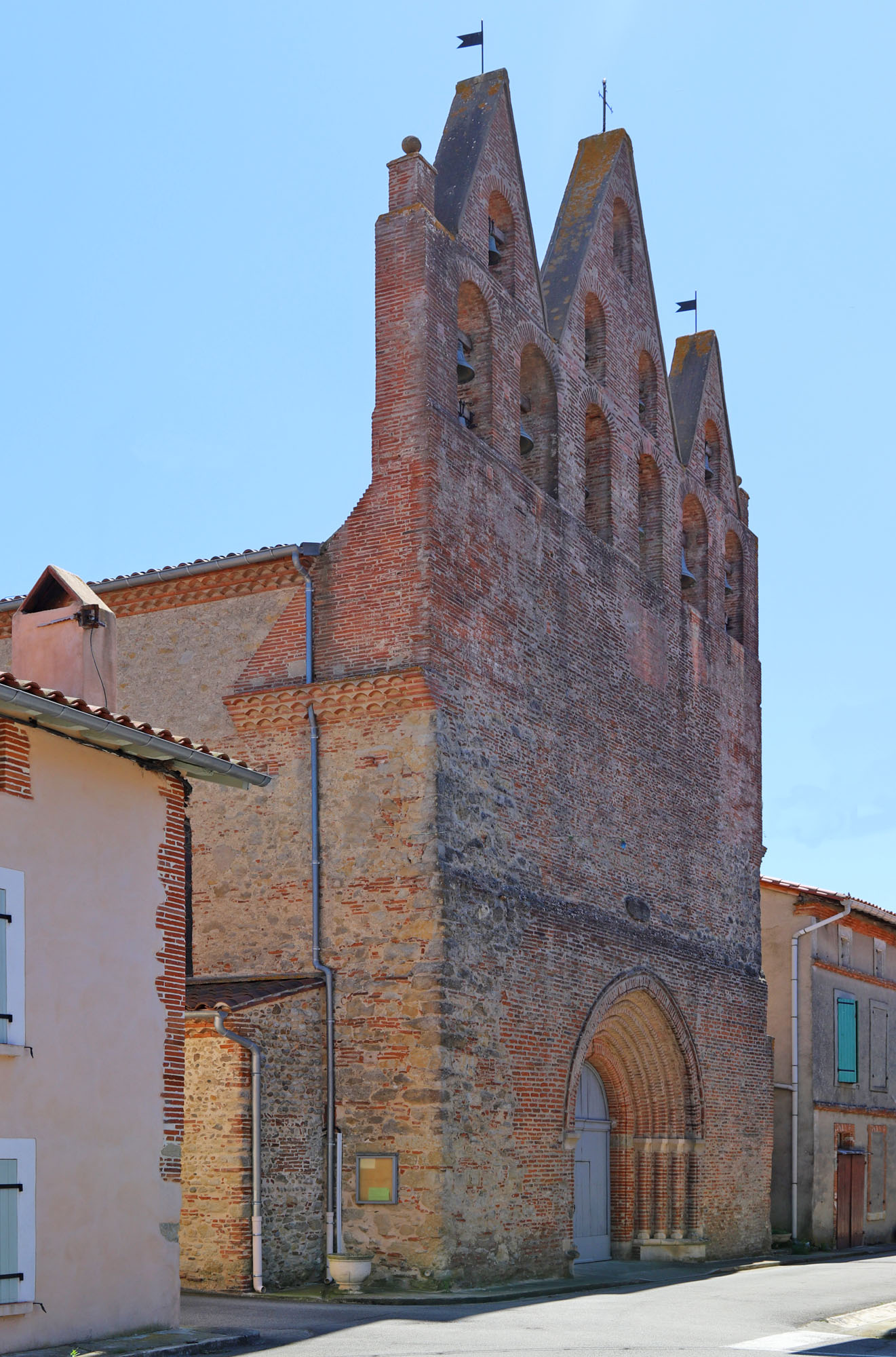
Église de l'Assomption-de-Notre-Dame de Molandier

### Activités sportives
Chasse, randonnée pédestre,

## Culture locale et patrimoine

### Lieux et monuments
- Église de l'Assomption-de-Notre-Dame, église dédiée à l'Assomption de Marie, dont l'origine remonte au XIVe siècle, présente un clocher-mur du XVIIIe siècle modifié au XIXe siècle. Le Clocher-mur et le portail ont été inscrits au titre des monuments historiques en 1948[45].

### Personnalités liées à la commune
- Joseph Tissinier (1868-1969), en religion frère Paulin, doyen de la communauté des Capucins, né à Molandier le 22 septembre 1868, de parents cultivateurs. Missionnaire en Éthiopie de 1900 à 1937, il fut le précepteur de l'empereur Haïlé Sélassié Ier auquel il apprit le français. Il est mort à Carcassonne en décembre 1969.
- Jacques Tissinier (1936-2018) artiste peintre et sculpteur.

### Héraldique
| Blason de Molandier | Blason  | Coupé de sinople et d'argent.                    |
| Blason de Molandier | Détails | Le statut officiel du blason reste à déterminer. |

## Pour approfondir